# 아프리카발톱개구리
아프리카발톱개구리(학명: Xenopus laevis)는 남아프리카가 원 서식지인 개구리목 발톱개구리과의 양서류이다. 성체가 되어도 물속에서 생활하며, 호흡은 폐를 통한 공기호흡을 한다. 발톱을 사용해 진흙속을 헤집고 들어가 천적으로부터 몸을 지킨다.

## 이름의 유래
뒷발의 발가락 3개에 달린 검은 단단한 발톱에서 이름이 유래되었다. 학명의 경우 크세노푸스(Xenopus)는 ’이상한 발‘을 뜻하며 라이비스(laevis)는 ‘부드럽다’는 뜻이다.

## 분포
아프리카발톱개구리의 원 서식지는 사하라 이남 아프리카(나이제리아·수단~남아프리카 일대)이다. 남북아메리카, 유럽, 아시아에 유입 개체군이 있다.

## 생김새
12cm까지 성장한다. 대부분의 발톱개구리과 개체들이 그러듯이 혀와 이빨이 없다. 수컷의 경우 손바닥에 작은 털이 나 있다. 암컷은 수컷에 비해서 몸이 크며 꽁무니에 돌기가 튀어나와 있는 것이 특징이다. 몸에 전체적으로 얼룩무늬가 있고 뒷발의 발가락 3개에 달린 발톱은 매우 단단하다.

## 유생
올챙이는 비교적 투명하기 때문에 몸속에서 피가 통하는 모습도 볼 수 있다. 부화 후 약 30일 후에는 뒷다리가 나오고 부화 후 다시 약 45일 후에는 앞다리가 나온다. 성적으로 성숙은 3년정도가 걸린다.

## 실험동물 및 애완동물
1950년부터 연구대상이나 애완용으로 이용되었다. 다른 애완동물에 비해 매우 건강하고 20년 가까이 되는 수명을 지니고 있다. 키우기 쉽고, 생식 조절이 편한 탓에 생물학적 실험용으로 널리 사용되며, 주로 발생학이나 유전공학 실험에 사용된다. 흔히 수족관이나 동물 센터에서 볼 수 있는 여러 색깔의 수생 개구리들은 대부분 이 개구리이다. 핑크색, 노란색 등 여러 색깔의 아프리카발톱개구리가 개발되었으며, 이것은 알비노 개체를 이용 혹은 색 주입을 통해 이루어졌다. 그러나, 대한민국에서는 방사된 아프리카발톱개구리가 청주시에서 발견되었으며, 발견된 개체는 한국산 참개구리와 교접을 시도하던 중이었다. 환경부 지정 위해우려종으로 지정되었다.